# フィスト・オブ・レジェンド
『フィスト・オブ・レジェンド』（簡体字: 精武英雄; 繁体字: 精武英雄; 拼音: Jīng Wǔ Yīng Xióng; 粤拼: Zing1 Mou2 Jing1 Hung4,英: Fist of Legend）は、1994年公開の香港映画。監督はゴードン・チャン。製作・主演はリー・リンチェイ（ジェット・リー）。倉田保昭、中山忍など日本の俳優も出演し、ジェット・リーが日本語の台詞にも挑戦している作品でもある。
ブルース・リー主演の1972年公開の映画『ドラゴン怒りの鉄拳』をジェット・リーが製作兼主演でリメイクした意欲作で、共演者のチン・シュウホウ、ビリー・チョウ、倉田保昭それぞれと演じた一対一の本格的なカンフー・アクションが見どころとなっている。また、日本人はみな極悪非道な人間として描かれていた原作映画の抗日一辺倒とは異なり、昔の時代でも悪い日本人ばかりではなかったという新たな視点が盛り込まれた点が特色となっている。
日本では劇場未公開で、予告編のみが東京国際ファンタスティック映画祭'95で上映された。1995年12月16日に『フィスト・オブ・レジェンド/怒りの鉄拳』の邦題でVHSビデオが発売され、その後『フィスト・オブ・レジェンド』の邦題でDVDが発売された。

## ストーリー
参考出典は。

### 中国人留学生・陳真
大正時代初頭の日本の京都。京都大学のキャンパス内では左翼系の学生らがビラを配りながら、日本は人民のものであって天皇や軍隊のためのものではないと演説するが、右翼団体黒龍会の志士たちがやって来ると一目散に逃げていく。そうした政治風潮には何の関係もなく、中国上海から京都大学に留学している陳真〈チャン・ジャン〉（演：ジェット・リー）は、エンジン工学の講義を真面目に受けているが、その授業中、右翼団体黒龍会の志士たちが突然と「支那野郎、出て行け」と中国人排斥を叫び教室に乱入してくる。その乱入を日本人講師や生徒が咎めるが、黒龍会の連中は彼らに乱暴な振舞をし、見かねて注意する山田光子（演：中山忍）にも手を上げようとする。女友達の彼女を庇おうと陳真は前に進み出て、彼らを初歩的なカンフー技で一瞬のうちに倒す。
騒ぎを聞きつけやって来た、光子の叔父で黒龍会幹部の船越文夫（演：倉田保昭）は連中を厳重注意し、彼らの関節を外すだけにして手加減しながらも負かした陳真の腕前に感心する。船越は陳真が上海の精武門の門下生だと知ると、精武門の指導者・霍元甲が試合で死んだという電報があったことを陳真に教えた。試合の相手は黒龍会・虹口道場の指導者・芥川龍一（演：ジャクソン・ラウ）だという。師父の死に動揺する陳真は急きょ帰国することを決めその場を立ち去った。
陳真のことが好きな光子は彼の後を追いかけ、また日本に戻って来るのか訊ねるが、陳真は日本軍が中国から撤退したら自分も日本に戻ると返事をする。日本軍が中国に入るのはドイツと戦うため（青島の戦い）と光子は説明するが、「ドイツ人も日本人も侵略者に変りはない」と陳真は冷たく反論した。心配になった光子が「日本人を怨んでいるの？」と聞くと、陳真は「わからない」と答え、「強いて言えばこんな時代を憎んでいる」とだけ言い残して上海に向け乗船していく。

### 霍元甲の死の謎
上海に帰った陳真は師父を弔うため精武門に行き、師父の息子で精武門の現館長の霍廷恩〈ホン・ティンヤン〉（演：チン・シュウホウ）らと再会するが彼らが制止するのも聞かず、挑戦状なしで芥川龍一のいる虹口道場に単身乗り込んでいく。いきなり土足で道場に踏み入り、芥川を呼べという陳真に対し弟子（演：谷垣健治）たちは怒り、リーダーの坂本（演：ロー・ヒンファイ・マルコ）も「中国人は出入り禁止だ」と拒否。すかさず陳真は「忘れるな、ここは中国だ」と言い捨て、向ってくる者たちを次々となぎ倒した後、おもむろに現れた芥川と一対一の正式対戦となり意外と簡単に勝つ。陳真が道場の外に出ると、虹口道場に中国人が入ったという騒ぎで日本軍や中国警察が待機していたが、そこに馬に乗った日本軍司令官で陸軍大佐の藤田剛（演：ビリー・チョウ）が通りかかり、失態を見逃してやろうと中国警察の解元魁〈カイ署長〉（演：ユエン・チュンヤン）に睨みを利かせ虹口道場に入っていった。
芥川の武術が思ったよりも弱かったことから、師父の死の原因に疑問を持った陳真は、白人医師の立ち会いのもと師父の遺体の肝臓を調べ、師父が毒殺されていたことを突き止めた。師父が試合で負けたわけではなかったことを知った門下生たちは、陳真が精武門に来てくれたことを喜び、腕立て伏せや懸垂を片手でこなす陳真の鍛錬法にも目を見張り、自然と陳真から技を教えてもらいたがる雰囲気が広がって、陳真先生に教えてもらいたいという新たな入門希望者も出てくる。
そんな変化から、霍廷恩は陳真と旧知の間柄で信頼を置いてはいたものの、門下生たちの陳真への人望や尊敬が自分よりも増大していくことに嫉妬心を感じ、以前から通っていた馴染みの酔星楼の娼婦・曉紅（演：エイダ・チョイ）のところに入り浸るようになっていた。霍廷恩の叔父・農勁蓀〈ノン〉（演：チョン・プイ）は、甥の霍廷恩の制止も聞かず虹口道場の芥川と対戦したり、何の相談もなく師父の遺体を検死したりした陳真に注意を促し、いくら武術が強くても、あくまでも館長は霍廷恩だと苦言を呈する。

### 日本陸軍大佐・藤田の企み
一方、芥川龍一は軍の参謀長でもある自分が中国人の陳真に負けたことで日本軍会議の席に呼ばれなかったことに不満を抱き、酔っぱらいながらその会議の席に闖入して、ないがしろにされた不平や霍元甲の遺体検死のことを言いだし、「お前が毒を盛らせたのか？」と陸軍大佐の藤田にぶちまける。強面の藤田は、今の日本は経済・科学・軍事力などあらゆる分野で中国を勝っているが、武道家のお前らに根性がないから武術の分野だけは中国神話を壊せないのだと芥川を罵倒し、だから我々が手を下さないわけにはいかないのだと言い放つ。
それを聞いた芥川は武術家の誇りから、霍元甲との決闘は正々堂々としたものだったはずが、お前ら軍人のせいで穢されてしまったと怒り、お前に武士道を語る資格などないと藤田を激しく罵った。日本領事（演：高橋利道）も傍らにいるその部屋で、黙ってそれを聞いていた藤田は怒りを爆発させ、いきなり芥川を蹴り上げて、その場で躊躇なく必殺技の背骨折りを使って芥川を殺す。天皇のためなら個々の制約を忘れ歴史上の罪人になることも厭わないのが武士道なのだと言い放つ藤田は、目的のためなら卑怯な真似も厭わず同じ日本人に対しても平気で残忍なことをする冷酷な男だった。藤田は芥川殺しを陳真のせいにすることを企み、陳真が書いたかのような偽装の犯行声明のある布を芥川の遺体に被せて虹口道場の前に置いて、それを発見し憤った虹口道場の弟子たちが陳真に復讐するように仕組んで、彼らをけしかけた。
虹口道場の弟子たちは日本刀を携え精武門に殴り込みに行き、リーダーの坂本が陳真を出せと館長の霍廷恩に命じ、押し問答の末、日本人と中国人の大乱闘が始まる。そこへ解元魁率いる中国警察が駆けつけ、陳真も朝練から帰ってくるが、彼は芥川殺しの容疑で逮捕されてしまう。殺人罪に問われた陳真の裁判は、藤田が仕込んだ偽の目撃者4人の同じ中国人の証言により陳真の有罪が濃厚になってくる。しかしその時、陳真の弁護士（演：李華幹）が日本人の証人がいると反論し山田光子を入廷させる。光子は自分が日本の教育部長・山田光雄の娘であると名乗った上で、陳真にはアリバイがあると主張する。事件の夜、自分と陳真は一晩中2人で床の中にいたと光子は証言をし、晴れて陳真は無罪となった。自分の企み通りに陳真を有罪にできなかった藤田は悔し紛れに「民族の英雄がただのスケベとはな」と捨て台詞を吐いて出て行く。

### 光子との結婚
裁判の後、陳真は「なぜここに？」と驚いて聞くと、光子は「すべてを捨てて来たの、一生面倒見てね」と言い、「うん」と陳真も喜び2人は結婚を誓い合う。だが、釈放された陳真が光子を連れて精武門に戻ると、料理番の根叔〈ガン爺さん〉（演：ウォン・サン）は日本娘に食わせる飯は作らないと拒否。農叔父も、師父が陳真を日本に留学させた理由を「技術を学んで日本に報復するためだ」と言い放ち、日本人の女と結婚するなど本末転倒だと非難する。他の者たちも日本人との結婚に猛反対する者と、陳真の肩を持つ者とで内紛になりそうになる。館長の霍廷恩は、精武門は日本人の滞在を禁ずると宣言し、女と別れるか精武門を出るか、どちらかを選べと陳真に迫るが、すべてを投げ打って中国にやって来た光子と結婚する陳真の意思は固かった。
そこで霍廷恩はどちらが館長になるか試合で決めようと切り出し、自分と対決してお前が勝ったら館長の座を譲るが、もしも負けたら日本人の女と別れろと言う。「館長はお前だ」と対決を拒否する陳真だったが、霍廷恩の意思は固く2人のカンフー対決となった。当初、陳真は防御一辺倒で攻撃はしなかったが、自分が一瞬倒れ込んだ時の「精武門に日本人を入れるな」という野次や光子の辛そうな顔を見ると一転、激しい攻撃のモードに変り、たちまち霍廷恩を負かした。潔く負けを認めた霍廷恩が館長の座を譲ろうとするが、陳真は「館長になるつもりなどない」「俺は精武門を去り光子と暮す」と告げ、師父・霍元甲の位牌に3度礼をして精武門を出て行く。
陳真と光子はとりあえず宿に宿泊しようとするが、妻だと言っても光子が日本人であるために断られ、宿泊客から「裏切り者」と罵られる。陳真は光子を連れて師父・霍元甲の墓に行き、2人はその近くの小屋で暮らし始めた。光子が、ここは景色もいいしホテルよりずっといいと言った時、地方に行こうと陳真が提案したため、彼が精武門を捨てるのか光子は心配になる。精武門を追い出されて却って楽になったと光子を気遣って言う陳真に、「あなたらしくない」「精武門がなくなったら虚しいだけだわ」と陳真の深層心理を見抜く光子は、「陳真が嘘をついても光子にはわかるんだから」と言う。そんな光子を陳真は嬉しそうな笑顔で「本当に？」と見つめる。

### 精武門の危機
霍元甲だけが食べていた鰐肉（喘息に効くという肉）に毒を盛ったのは、精武門の料理番の根叔だった。殺人犯で捕まった息子を釈放するという話を餌に、門下生の阿祥〈チェン〉（演：林剛）から毒を渡された根叔は、約束と違って息子が釈放されないことに苛立ち、阿祥を問い詰め、まさか死ぬ毒薬だとは思わなかったと後悔する。自分が日本軍から大金で頼まれたことが皆にバレてしまうとまずいと思った阿祥は根叔を絞め殺し、根叔が自責の念にかられて首吊り自殺したかのように偽装する。毒殺の犯人が身内にいたことが発覚するのを怖れた農叔父は、中国警察にも口外しないよう頼んだ。
一方、霍廷恩は陳真に負けてから、馴染みの酔星楼の娼婦部屋に住みつき精武門に戻らなくなるが、そんな精武門に虹口道場の弟子が、船越文夫からという挑戦状を持ってくる。農叔父や門下生らは霍廷恩の行く先を探していると、霍廷恩と懇意にしている酔星楼の娼婦・曉紅が精武門を訪れ、彼が自分の所にいると知らせた。農叔父に説得され、霍廷恩は精武門に戻って挑戦状を受けることにし、曉紅は身請けされて彼の妻になる。
だがその挑戦状は、船越文夫本人からの挑戦状ではなく、藤田が企画したものだった。藤田は、黒龍会の中国での経費は日本陸軍から出ていることを盾に取って、日本一の武道家でもある船越にも指図をする。芥川の遺骨に手を合わせた船越は、いつ誰とどこで試合をするかは自分が決めることだと藤田に反抗し、陸軍と黒龍会の縁を切ってもいいと言い返す。藤田は黒龍会の大島会長が同意しないだろうと、船越の地位を脅かそうとするが、自分は教練であって政客ではないと言って船越は動じなかった。

### 陳真と船越との試合
一方、陳真の元には、一度陳真と本格的に対戦したいと思っていた船越本人からの本物の挑戦状が届いていた。その日の朝、船越が陳真と光子の住む小屋の前にやって来る。てっきり叔父が父親から言われて来たかと思った光子は、陳真と叔父が真剣勝負をすると知ると、どうして自分に知らせてくれなかったのか陳真に詰め寄るが、そんなこといちいち女に言う必要はないと船越が彼を代弁してやる。
船越と向い合った陳真はさっそく対戦モードに入るが、それをじらすかのように船越は羽織を畳んだり、準備運動をしたりするが突然すばやく攻撃をして、2人に対戦は始まった。2人の勝負は互角の様相であったが、途中で突風が吹き荒れ始め、埃が目に入った船越とフェアに戦いたい陳真の提案でお互い鉢巻きで目を覆って続行する。再び互角の勝負となるが、ついに船越が陳真の首を締め上げ、殺す寸前で止めて陳真が負けを認めた。
若いのによくここまで鍛え上げたと陳真の戦いぶりを褒めた船越は、私も勉強になったと相手を敬い「君は実践でも強い」と言うと、陳真は「武術は相手を倒すためのものです」と答えた。すると船越はその点に異を唱えながら、「倒したければ銃を使えばいい。武術の目標は極限まで己の力を高めること」と教えて、「宇宙創世を理解してこそ初めて到達できる」とその極意を語った。そして、いつかまた決着をつけたいと申し出る陳真に「決闘はケダモノたちのすることだ」と教え、最後に「霍先生、あなたの弟子はこんなに立派です」と霍元甲の墓に向って語りかけた後、「藤田は虹口道場きっての達人で恐るべき殺人鬼だ」と、要注意人物ですべての黒幕の藤田に気をつけるよう陳真に助言し去って行く。
その後、船越は日本領事と囲碁を打ちながら、日本陸軍と一体化し以前と変ってしまった今の黒龍会を嘆き、中国侵略を目睹している今後の日本陸軍の動向や藤田について話し合う。領事は「今の日本は、眠っている象を食べようとしている蟻のようなものだ」と、いくら蟻が強くても象には敵わないことを語り、目を覚ました時の象のことを考えない無謀な者たちを批判する。船越も、アメリカのような帝国主義になりたがっている藤田のような人間が日本に多くなったことを悲観した。
一方、虹口道場からの挑戦状を受けることにした霍廷恩も陳真と光子が暮す小屋を訪れ、電報局の仕事から帰宅した陳真に精武門に戻ってくれ、光子もお前に尽くしているようだし彼女と一緒に来てくれと霍廷恩は説得する。だが陳真は、他の者たちは光子が日本人だというだけで彼女の人柄を理解してはくれないだろうし精武門の評判を落としかねないと言って断った。霍廷恩は霍家秘伝の新拳法・迷踪拳を陳真に披露すると、明日自分が虹口道場で試合をすることを告げ、もし自分に何かあったら、迷踪拳を継いでくれと頼んで去って行く。
その2人の様子を小屋の方から窺っていた光子は、陳真が精武門に戻ることがなによりも一番の彼の幸福ではないかと考え、自分が身を引いて日本に帰国することを決意する。「人生には愛よりも大切なことがあると思います。私が側にいなければあなたはもっといろいろなことができるわ。あなたがおっしゃったように日本軍が日本に引き上げてきた時に京都であなたをお待ちしています」と光子は置き手紙と折鶴を残し、悲しみをこらえて陳真の元を去っていった。

### 陳真と藤田との対決
霍廷恩が虹口道場での試合に向う朝、陳真が日本語の通訳をすると言って精武門の前に現れ、2人一緒に虹口道場に向った。その日、船越は藤田が企画した試合を拒否したまま上海を発ち日本へ帰国していった。「意固地な年寄りめ。皇軍に協力しなければ我々の敵だ」と怒る藤田は、船越の反抗を東京にすぐ通報するよう部下に命じ、精武門との試合は中止せずに、日本陸軍の代表の自分が臨むことを告げる。
霍廷恩と陳真が道場にやって来ると、藤田が1人で待っていた。そして、お前の父親の毒殺の犯人が判明したぞと言って、金で買収され鰐肉に毒を盛った精武門内部の裏切り者の阿祥を呼び出して傍らに座らせ、いきなり彼を射殺する。さらに藤田は中国人を愚弄する「東亜病夫」（意味は「東アジアの病人」「東アジアの臆病者」）という四文字を書いた看板を見せ、お前が負けたらこれを掲げてやると霍廷恩を挑発する。
霍廷恩は藤田に立ち向かっていくが、簡単に打ちのめされてしまい、「東亜病夫」の看板を投げつけられそうになるが、瞬時に陳真がそれを蹴り上げて割る。そして怒った藤田と陳真との対決が始まった。陳真は苦戦を強いられながらも何度も立ち上がり、屈強な大男の藤田と五分五分の壮絶な戦いを繰り広げる。肩の関節が外れてしまった陳真は、劣勢になりそうになるが、関節を入れ直してからは強烈なパンチで藤田を追い込み、藤田の必殺技の背骨折りをかけられそうになった時も、すばやく逆に藤田の首を掴んで投げ飛ばした。そうした陳真の粘りの攻撃が効いてきた時、陳真はさらなる渾身の足蹴りを喰らわし藤田が倒れ込んだ。もう勝負は決まったと陳真は思い、霍廷恩を介抱しながら帰ろうとした。
しかし、藤田は自分の側に落ちていた日本刀をそっと抜き、いきなり後ろから攻撃。気づいた霍廷恩が陳真を庇おうとして腕を刺され、陳真もすんでのところで腹部を斬られそうになり、再び藤田との死闘が開始された。藤田の日本刀をかわしつつ、陳真はとっさにズボンの革ベルトを外してそれをヌンチャクのように旋回させながら鞭打って藤田に猛反撃し、最後はベルトを日本刀にひっかけ、それが藤田の首に斬り込み、ついに藤田が絶命する。
すべてが終り帰ろうとする陳真と霍廷恩は、待機していた日本軍の銃に包囲された。藤田が殺されたことを聞いた領事もそこに来て事態の深刻さを考えているところ、中国警察と精武門の農叔父らも陳真と霍廷恩に加勢するために銃を構えて顔を出し日本側に立ち向かう姿勢を見せる。この両者の一触即発の事態を領事は止めに入り、「藤田のために犠牲者を出す必要はない」と断言して、日本軍を撤去させ、中国警察と精武門一行には、日本軍の司令官である藤田が殺されたとなると、その犯人を政府に引き渡さなければ、日本軍は黙っておらず日本と中国との全面戦争になりかねないと告げた。
藤田を殺した陳真は、領事の言葉を受け、自分が犠牲となって死ぬ覚悟を決めた。陳真の潔さに領事は「さすが大物だ」と感服する。その後、2発の銃声が轟き、白い布を被せられた陳真らしき遺体が中国警察や精武門一行に伴われて虹口道場から運び出された。精武門は日本軍の肩を持った英国警察により一時閉鎖されてしまうが、陳真の英雄的な行為は人々の心に残った。
上海に陳真が帰国して来た際に精武門まで彼を乗せていた人力車夫が、敵をやっつけた陳真の武勇伝を聴衆に誇らしげに語っているところ、黒の帽子を被った陳真に似た男が通り過ぎて高級車の後部座席に乗り込んだ。同じくスーツで正装した精武門の陳真シンパの門下生の劉振生（演：張浚鴻）ともう1人（演：リー・マン・ビル）の2名も同乗し、師匠毒殺の犯人が阿祥だったことを驚きつつ、阿祥の死体が先輩（陳真）の替え玉になったことを話す。頷く陳真は、これからどこへ行くか訊ねられ、日本人との争いがあるという東三省（満洲）に車を向わせる。その後、霍廷恩館長の精武門も無事に存続し、やがて中国国内だけでなく南洋一帯へ進出していく。

## キャスト
| 役名                       | 俳優                         | 日本語吹替 |
| 役名                       | 俳優                         | VHS版      |
| -------------------------- | ---------------------------- | ---------- |
| チャン・ジャン（陳真）     | ジェット・リー（李連杰）     | 池田秀一   |
| 山田光子                   | 中山忍                       | 中山忍     |
| ホン・ティンヤン（霍廷恩） | チン・シュウホウ（錢小豪）   | 堀内賢雄   |
| 船越文夫                   | 倉田保昭                     | 小山武宏   |
| 藤田剛                     | ビリー・チョウ（周比利）     | 中田和宏   |
| 芥川龍一                   | ジャクソン・ラウ（樓學賢）   | 中博史     |
| ノンおじさん（農勁蓀）     | チョン・プイ（秦沛）         | 石森達幸   |
| カイ署長（解元魁）         | ユエン・チュンヤン（袁祥仁） | 大竹宏     |
| 日本領事                   | 高橋利道                     |            |
| スーワイ（小惠）           | キャロル・タム（譚淑梅）     | さとうあい |
| 曉紅                       | エイダ・チョイ（蔡少芬）     |            |
| ガン（根叔）               | ウォン・サン（黃新）         | 岩田安生   |
| チェン（阿祥）             | 林剛                         | 長島雄一   |
| 劉振生                     | 張浚鴻                       |            |
| 虹口道場の門下生           | 谷垣健治                     |            |
| 倪師傅                     | 鄧泰和                       |            |

## 評価・エピソード
中山忍扮する日本人の恋人の存在や、倉田保昭扮する誠実な日本人武道家との交流、親中的な日本領事の存在など、この作品の基になったブルース・リーの『ドラゴン怒りの鉄拳』やそれ以後のリメイク作品に比べると反日色は弱く、作品中でも「日本人を恨んでいるの？」という山田光子の問いに、陳真は「わからない」と答え、陳真は終始日本の学生服（詰襟）に身を包んで、時折日本語を話したりする。最後も、陳真に好意的な日本領事の計らいによって死なずにすむような替え玉設定となっており、反日一辺倒の原作映画の悲劇的な最後とは異なっている。
本家を踏襲し他の多くのリメイク作品でも日本人はみな極悪非道な人間として描かれていたが、このジェット・リー製作主演のリメイクで、初めて心ある真正の日本人武道家（倉田保昭の演じる船越文夫）が描かれたことが特色で、中国や日本といった国家でなく自分自身の価値観で行動する、その流浪で生き生きした人物像を取り入れたことも評価された。陳真の恋人役を大正スタイルの服装で演じたアイドル歌手・中山忍は、初の海外映画の出演だったが、武骨な男性アクション俳優が多数出演する中で、ヒロインの可憐な味を出していたと評価された。
その倉田保昭とジェット・リーとの双方目隠しをしての試合のアクションは出色の出来で、カンフー映画ファンの間で大きな話題となった。このシーンの撮影は非常に難しかったと倉田はインタビューで答えている。チン・シュウホウや最後のビリー・チョウとの一対一のアクションも迫力のあるもので、日本陸軍大佐に扮したビリー・チョウとの死闘の中、日本刀に対してベルトをヌンチャクのように旋回させる場面にはブルース・リーへのオマージュが窺え、このアクション・シーンも「カンフー映画史上屈指の名勝負」だと評されている。
ジェット・リーのブルース・リーの映画との出会いは、彼がまだ北京業余体育学校の中国武術団の一員だった少年の頃で、ツアー中に立ち寄った香港で『ドラゴン怒りの鉄拳』を偶然観た時、強い感動を覚えたという。リメイク『フィスト・オブ・レジェンド 怒りの鉄拳』のアクション・シーンで、ジェット・リーはオーソドックスな中国拳法だけではなくジークンドー的なボクシング風の構えやステッブの拳法でも戦っており、ブルース・リーへのリスペクトやオマージュが窺えるが、単なる踏襲や物真似にはならずに、ジェット・リー独自の陳真の武術と人間性が表現されたものになっている。
脚本・俳優・監督のコーディネイトも担当したジェット・リーは、このリメイク作品の製作動機として「急速な近代化によって大切なものを失いつつある現代の中国に警鐘を鳴らすために作った」と力説し、昔の時代にも悪い日本人ばかりではなかったという視点を盛り込み、日本人の恋人や、理解し合える日本人武道家の役が加わった。ジェット・リーがこのリメイクに注いだ様々な熱意やアクションの質の高さなどの面から、彼の代表作の一つとして高評価されている。
『フィスト・オブ・レジェンド 怒りの鉄拳』の直前には、現代物の『ターゲット・ブルー』（1994年）で成功し、ジェット・リーの経歴にとって大きなターニングポイントとなったが、その成功の勢いが『フィスト・オブ・レジェンド 怒りの鉄拳』にも現れ、寡黙ながらも毅然とした決意がみなぎらせた人物像が両作品に共通し、リーが演じる人物像がこの時期に確立したのが看取できる。
映画全体の構成面での物足りない点としては、本家やそれを踏襲するリメイクの定番になっていた、序盤の虹口道場に乗り込むシーンで陳真が言う「いいかよく聞け! 我々中国人は「東亜病夫」ではない!」という決め台詞がなかったことが挙げられており、ラストで陳真が生きていたことについても、「中途半端で説得力に欠ける結末」とも評されている。ブルース・リー主演の本家のラストでは、恩師の仇を討つためとはいえ、多くの人間を殺してしまった陳真は自らの命でそれを償わなければならないという、苦渋の意味が含まれた主人公の悲劇的かつ英雄的な死だっただけに、それに比べると（殺したのは藤田1人だけのためか）、替え玉により周囲には陳真は死んだと思わせ本人は颯爽と東三省へ向うというエンディングは、中途半端だという低評価にもなっている。
なお、欧米版のDVDのエンディングでは、上海を離れて一から出直さなければならない陳真が、愛する光子と一緒にどこか他の土地で暮そうと考えている内容に改変された字幕になっている。
映画『マトリックス』（1999年）主演のキアヌ・リーブスはアクションを演じるにあたって、カンフー・アクション・トレーナーのユエン・ウーピンが過去に手がけた作品として、この『フィスト・オブ・レジェンド 怒りの鉄拳』や、『ワンス・アポン・ア・タイム・イン・チャイナ 天地大乱』（1992年）、『マスター・オブ・リアル・カンフー 大地無限』（1993年）でのジェット・リーのアクションを参考にしたという。